# Ethmalosa fimbriata
Ethmalosa fimbriata és una espècie de peix pertanyent a la família dels clupeids i l'única del gènere Ethmalosa.

## Descripció
- Pot arribar a fer 45 cm de llargària màxima (normalment, en fa 25).
- 16-19 radis tous a l'aleta dorsal i 19-23 a l'anal.[3][4][5]

## Reproducció
Fa la posta tant al mar com als estuaris i els rius.

## Alimentació
Menja fitoplàncton (principalment, diatomees).

## Depredadors
A la Costa d'Ivori és depredat per Elops lacerta i a Nigèria per Pellonula leonensis i Scomberomorus tritor.

## Paràsits
És parasitat per Goussia ethmalosa'.

## Hàbitat
És un peix d'aigua dolça, salabrosa i marina; pelàgic-nerític, catàdrom i de clima tropical (25°N-8°S, 17°W-14°E) que viu entre 0-50 m de fondària.

## Distribució geogràfica
Es troba a l'Atlàntic oriental central: des de Dakhla (el Sàhara Occidental) fins a Lobito (Angola).

## Ús comercial
Es comercialitza fresc, fumat i assecat.

## Observacions
És inofensiu per als humans.